# Пфайфер, Теодор (музыкант)
Теодор Пфайфер (нем. Theodor Pfeiffer; 20 октября 1853, Гейдельберг — 9 ноября 1929, Баден-Баден) — немецкий пианист.
Учился сперва в Гейдельбергском университете, изучая филологию, но затем ушёл из университета и перебрался в Штутгарт, где поступил на работу в музыкальную торговую фирму Рудольфа Генриха Цумштега (внука композитора Иоганна Рудольфа Цумштега). Затем окончил Штутгартскую консерваторию, преподавал в Баден-Бадене, позднее в Мангейме. Автор отдельных популярных фортепианных пьес.
В 1884—1886 гг. частным образом занимался под руководством Ганса фон Бюлова и наиболее известен тем, что по материалам трёхгодичных занятий опубликовал в 1894 году, сразу после смерти учителя, его «Лекции» (нем. Studien bei Hans von Bülow). Эти лекции выдержали к 1908 году шесть изданий, были переведены на несколько иностранных языков (в том числе на русский в 1896 году Александром Буховцевым); в 1896 году другой ученик фон Бюлова Виана да Мотта опубликовал к ним дополнение, вместе с которым книга Бюлова переиздавалась в дальнейшем.